# 共和国雕像
41°46′46.6″N 87°34′47.7″W / 41.779611°N 87.579917°W
共和国雕像（Statue of the Republic）是一尊镀金青铜雕塑，位于美国芝加哥杰克逊公园。这座雕像在芝加哥俗称为“黄金女士”（Golden Lady），2003年6月4日被指定为芝加哥地标。

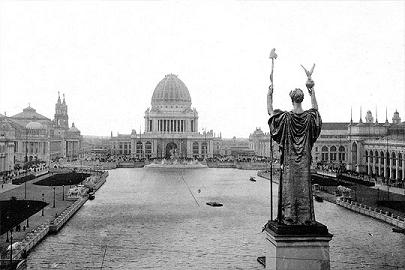
原作

65英尺高的原作为世界博览会建于1893年，在1896年毁于火灾。目前的复制品规模较小，24-英尺 高（7.3-），建于1918年，以纪念芝加哥世界博览会举行25周年和伊利诺伊州建州一百周年。原作和复制品均为丹尼尔·切斯特·法兰西所作。